# Hermann Prell

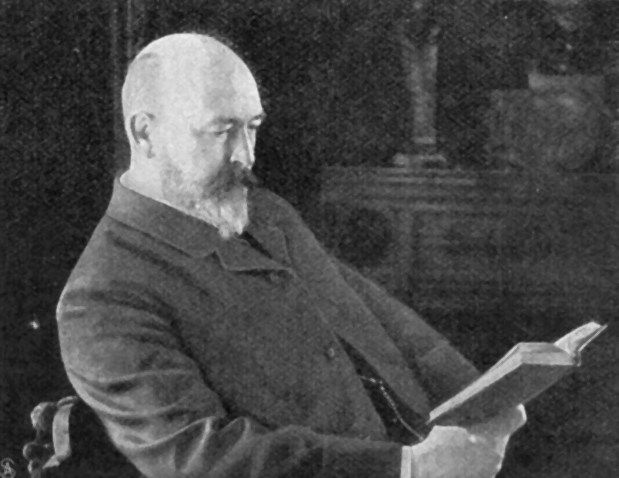
Hermann Prell.

Hermann Prell, född den 29 april 1854 i Leipzig, död den 19 maj 1922 i Loschwitz, nära Dresden, var en tysk målare och skulptör. Han var far till Heinrich Prell.
Prell studerade i Dresden, i Berlin (för Gussow) och två år i Italien och blev 1891 professor vid akademien i Dresden. Han vann genom sina väggmålningar ett stort, om än inte obestritt namn och rykte i Tyskland. Hans första större verk var en följd av elva väggmålningar, skildrande byggnadskonstens epoker i Berlins Architektenhaus 1881–82, utförda efter tävlan, där Prell blev pristagare. Sedan följde 1886 Ars victrix, plafond i rådhuset i Worms med flera bilder där, 1888–91 bilder ur Hildesheims historia i stadens rådhus, 1893–94 väggbilder i Breslaus museum, 1894 i tronsalen i Palazzo Caffarelli – preussiska ambassadhotellet i Rom – med germanskt mytologiska motiv och 1895 historiska bilder i Danzigs rådhus. Bland Prells stafflitavlor från samma tid märks Judas (1886, Dresdengalleriet), Flykten till Egypten (1888, Breslaus museum) samt porträtt av kung Albert av Sachsen (1888, rådhuset i Dresden) och kejsar Vilhelm II på kommandobryggan (1889). Ett enhetligt verk fick Prell utföra i Albertinum i Dresden, där trapphusets såväl arkitektur som måleriska och plastiska utsmyckning är av honom. Målningarna behandlar mytologiska motiv, Titanerna stormar Olympen, Den fängslade Tartaros, Parcerna, Gracerna med mera; i skulptur utförde Prell statyer av Venus och Prometheus i marmor samt dekorativa figurer och reliefer i brons. Trapphuset fullbordades 1902. Till Prells senare arbeten hör utsmyckandet av festsalen i Dresdens nya rådhus, likaledes med målning och skulptur (en serie allegorier över Dresden och Elbe 1908 ff.). Georg Nordensvan skriver i Nordisk familjebok: "P:s målningar äro skickligt anordnade och effektfullt och virtuosmässigt utförda. Någon framträdande konstnärlig individualitet söker man där förgäfves, lika litet som det man menar med monumental stil. De göra intryck af förstorade illustrationer eller stafflimålningar." Flera av Prells arbeten är utgivna i reproduktionsverk, målningarna i Palazzo Caffarelli 1900, "Fresken, Skulpturen und Tafelbilder" med text av Georg Galland 1904.